# موسیقی پیشاتاریخ

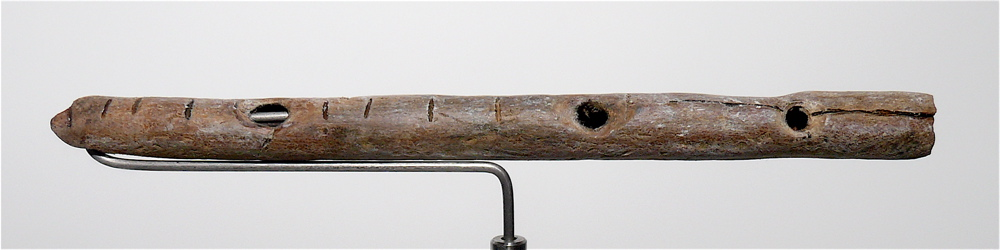
فلوت ساخته شده از استخوان حیوان کشف شده در گایسنکلوسترل در آلمان با قدمت، ۴۳۰۰۰ تا ۳۹۰۰۰ سال

موسیقی پیشاتاریخ یا موسیقی اولیه (انگلیسی: Prehistoric music) اصطلاحی در تاریخ موسیقی برای همه موسیقی‌های تولید شده در فرهنگ‌های پیش از سواد (پیشاتاریخ) است، که از جایی در تاریخ زمین‌شناختی زمین بسیار متأخر شروع می‌شود. موسیقی پیشاتاریخ با موسیقی باستانی در نقاط مختلف جهان همچنان دنبال می‌شود، اما همچنان در مناطق دور افتاده وجود دارد. موسیقی ماقبل تاریخ در کنار سایر دوره‌ها در باستان‌شناسی موسیقی مورد مطالعه قرار می‌گیرد.
یافته‌های باستان‌شناسی پارینه‌سنگی حاکی از آن است که مردم ماقبل تاریخ از کنده‌کاری و ابزار سوراخ‌کننده برای ساختن ابزار استفاده می‌کردند. باستان‌شناسان فلوت‌های پارینه سنگی حکاکی شده از استخوان‌هایی را یافته‌اند که در آن سوراخ‌های جانبی سوراخ شده‌است. فلوت دیویج بیب مورد مناقشه، حک شده از یک خرس غارنشین استخوان ران، گمان می‌رود که حداقل ۴۰ هزار سال قدمت داشته باشد. سازهایی مانند فلوت هفت سوراخ و انواع مختلف سازهای زهی مانند راواناهاتها از سایت‌های تمدن دره سند باستان‌شناسی به دست آمده‌است. هند یکی از قدیمی‌ترین سنت‌های موسیقی در جهان را دارد—اشاره به موسیقی سنتی هند (مارگا) در متون مقدس وداها باستانی هندوئیسم یافت می‌شود.